# 포드체트르테크

포드체트르테크의 위치

포드체트르테크(슬로베니아어: Podčetrtek, 독일어: Windisch Landsberg 빈디슈란츠베르크[*])는 슬로베니아의 도시로 면적은 60.6km2, 인구는 3,224명(2002년 기준), 인구 밀도는 53.2명/km2이다.